# Sisyra amissa
Sisyra amissa is een insect uit de familie sponsvliegen (Sisyridae), die tot de orde netvleugeligen (Neuroptera) behoort. 
Sisyra amissa is voor het eerst wetenschappelijk beschreven door Hagen in Berendt in 1856.